# Большой Яр
Большо́й Яр (до 1948 года Большо́й Косте́ль; укр. Великий Костель, крымскотат. Büyük Köstel, Буюк Косьтель) — исчезнувшее село в Черноморском районе Республики Крым, располагавшееся на западе района, в балке Большой Костель, недалеко от её впадения в одноимённую бухту Каркинитского залива Чёрного моря, примерно в 8 километрах севернее современного села Оленевка.

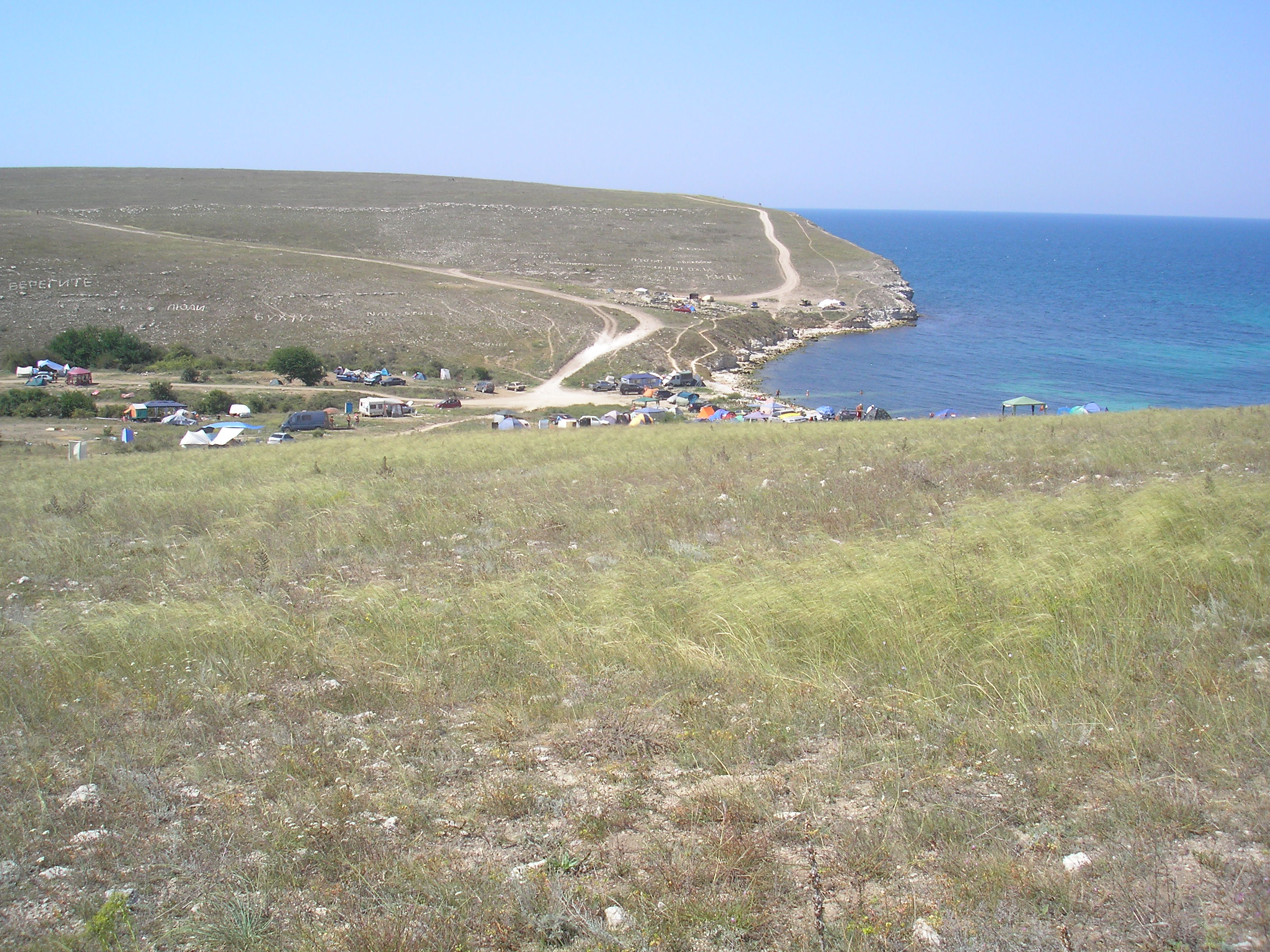
Балка и бухта Большой Кастель

## История
Первое документальное упоминание села встречается в Камеральном Описании Крыма… 1784 года, судя по которому, в последний период Крымского ханства Весакосенли входил в Тарханский кадылык Козловскаго каймаканства. После присоединения Крыма к России (8) 19 апреля 1783 года, (8) 19 февраля 1784 года, именным указом Екатерины II сенату, на территории бывшего Крымского ханства была образована Таврическая область и деревня была приписана к Евпаторийскому уезду. После павловских реформ, с 1796 по 1802 год входила в Акмечетский уезд Новороссийской губернии. По новому административному делению, после создания 8 (20) октября 1802 года Таврической губернии, Костель был включён в состав Яшпетской волости Евпаторийского уезда.
По Ведомости о волостях и селениях, в Евпаторийском уезде… от 19 апреля 1806 года, в деревне Костель числилось 10 дворов, 65 крымских татар и 3 ясыров. На военно-топографической карте генерал-майора Мухина 1817 года обозначена деревня Кастель с 15 дворами. После реформы волостного деления 1829 года Костель, согласно «Ведомости о казённых волостях Таврической губернии 1829 года» остался в составе Яшпекской волости. Затем, видимо, вследствие эмиграции крымских татар в Турцию, деревня опустела и на карте 1842 года обозначены уже развалины деревни Биюк-Костель.
Согласно «Памятной книжке Таврической губернии за 1867 год», деревня Костель была покинута жителями в 1860—1864 годах, в результате эмиграции крымских татар, особенно массовой после Крымской войны 1853—1856 годов, в Турцию и стояла без новых поселенцев, а жили местные татары (на трехверстовой карте Шуберта 1865—1876 года в русской деревня уже не обозначена. По обследованиям профессора А. Н. Козловского 1867 года, вода в колодцах деревни была пресная, а их глубина колебалась от 2 до 10 саженей (от 4 до 20 м). К этому времени, после земской реформы Александра II, деревня относилась к Курман-Аджинской волости.
Вновь поселение, как хутор, встречается в Списке населённых пунктов Крымской АССР по Всесоюзной переписи 17 декабря 1926 года, согласно которому на хуторе Костель Большой, Кунанского сельсовета Евпаторийского района, числилось 3 двора, население составляло 15 человек, все украинцы. Согласно постановлению КрымЦИКа от 30 октября 1930 года «О реорганизации сети районов Крымской АССР», был восстановлен Ак-Мечетский район (по другим данным 15 сентября 1931 года) и село вновь включили в его состав. По данным всесоюзной переписи населения 1939 года в селе проживало 115 человек.
С 25 июня 1946 года селение в составе Крымской области РСФСР. Указом Президиума Верховного Совета РСФСР от 18 мая 1948 года, Большой Костель переименовали в Большой Яр. 26 апреля 1954 года Крымская область была передана из состава РСФСР в состав УССР. С начала 1950-х годов, в ходе второй волны переселения (в свете постановления № ГОКО-6372с «О переселении колхозников в районы Крыма»), в Черноморский район приезжали переселенцы из различных областей Украины. Ликвидирован до 1960 года, поскольку в «Справочнике административно-территориального деления Крымской области на 15 июня 1960 года» селение уже не значилось (согласно справочнику «Крымская область. Административно-территориальное деление на 1 января 1968 года» — в период с 1954 по 1968 годы).